# Goombay Dance Band
 For alternative betydninger, se GDB.
Goombay Dance Band var et tyskbaseret band fra 1970'erne skabt af Oliver Bendt. Bandets navn stammer fra en lille bugt ved den caribiske ø St. Lucia.
Deres musik består af en særlig blanding af caribisk soca/calypso og vestligt popmusik. 
Nogle af deres bedst kendte sange er Sun of Jamaica og Seven Tears. I 2005 udgav de et "best of" album.